# Adelina Sotnikova
Adelina Dmitrievna Sotnikova (in russo Аделина Дмитриевна Сотникова?; Mosca, 1º luglio 1996) è un'ex pattinatrice artistica su ghiaccio russa.
Vincitrice della medaglia d'oro alle Olimpiadi invernali di Soči 2014 nella gara individuale femminile, è la prima atleta russa nella storia ad aver conquistato il gradino più alto del podio in questa specialità. 
Due volte medaglia d'argento al Campionato Europeo (2013 e 2014), campione del mondo junior nel 2011, quattro volte campionessa russa (2009, 2011, 2012 e 2014) e medaglia d'argento ai giochi olimpici della gioventù.

## Carriera
Adelina Sotnikova ha iniziato a pattinare all'età di 4 anni in una pista di ghiaccio vicino alla sua casa di Mosca ed a 7 anni ha cominciato ad allenarsi col club CSKA. Ha iniziato a lavorare con l'allenatrice Elena Buianova un anno dopo.
Durante la stagione 2008-2009 ha debuttato a livello senior nel campionato nazionale russo ed ha vinto la medaglia d'oro all'età di 12 anni. Un mese più tardi ha anche vinto i campionati russi junior.
Adelina era troppo giovane per poter competere nel circuito junior del Grand Prix durante la stagione 2009-2010 poiché le norme internazionali prevedono che i pattinatori abbiano compiuto i 13 anni entro il 1º luglio.

### Stagione 2010-2011

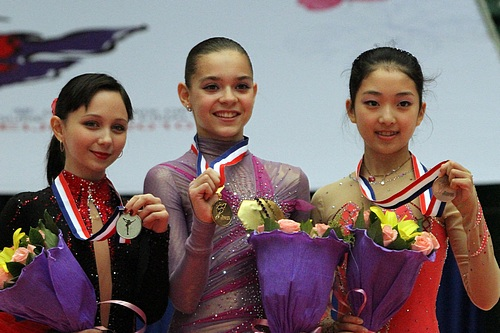
Sotnikova con Elizaveta Tuktamysheva e Li Zijun al 2010–11 JGP Final

In questa stagione ha fatto il suo debutto nel Grand Prix Junior. Ha vinto la medaglia d'oro in Austria e nel Regno Unito e si è qualificata per la finale dove ha vinto il titolo.
Ai campionati russi si è classificata seconda nel programma corto e prima nel programma lungo ed ha vinto il suo secondo titolo nazionale.
Ha partecipato ai campionati del mondo junior dove ha vinto la medaglia d'oro davanti alla connazionale Elizaveta Tuktamysheva.

### Stagione 2011-2012
Secondo le regole dell'ISU in questa stagione poteva gareggiare nel circuito senior del Grand Prix anche se non per i Campionati ISU.
Ha vinto la medaglia di bronzo alla Cup of China e al Rostelecom Cup.
Nel 2011 ha gareggiato al Golden Spin di Zagabria vincendo la medaglia d'oro. Ha poi partecipato ai Giochi Olimpici della Gioventù del 2012 vincendo la medaglia d'argento. Nel Campionato del Mondo junior ha vinto la medaglia di bronzo ed è stata chiamata dalla squadra russa per il Team Trophy del 2012.

### Stagione 2012-2013
Ha iniziato la sua stagione con una medaglia d'argento al Nebelhorn Trophy 2012. Ha vinto la medaglia di bronzo a Skate America 2012 ed alla Rostelecom Cup è finita quinta. Nei Campionati Russi ha vinto la medaglia di bronzo dietro Elena Radionova e Elizaveta Tuktamysheva. Ai Campionati Europei ha vinto la medaglia d'argento a soli 0.72 punti dalla medaglia d'oro conquistata da Carolina Kostner. Insieme ad Elizaveta Tuktamysheva è stata la prima medagliata russa agli Europei da quando Irina Sluckaja aveva vinto il titolo nel 2006.
Dopo gli Europei ha partecipato ad Art on Ice in Svizzera. Nel debutto al Campionato del Mondo senior si è classificata 9ª. Ha anche fatto la sua seconda apparizione nel World Team Trophy.

### Stagione 2013-2014
Adelina ha iniziato la sua stagione al Japan Open. 
Nella sua prima tappa del Grand Prix, la Cup of China, ha vinto la medaglia d'argento replicando al Trophee Eric Bonpard. Si è così qualificata per la finale dove si è classificata 5ª.
Ai Campionati Russi ha vinto il suo quarto titolo ed al Campionato Europeo ha vinto la medaglia d'argento dietro alla connazionale Julija Lipnickaja.
È stata la seconda pattinatrice russa ad ottenere un punteggio superiore ai 200 punti.
Ai Giochi Olimpici Invernali di Soči 2014 ha vinto la medaglia d'oro con un punteggio di 224,59 punti coronando il suo sogno.

## Palmarès
Olimpiadi
- 1 medaglia:
  - 1 oro (singolo femminile a Soči 2014).

Campionati europei
- 2 medaglie:
  - 2 argenti (Zagabria 2013 e Budapest 2014).

Giochi olimpici giovanili
- 1 medaglia:
  - 1 argento (Innsbruck 2012).

Campionati mondiali juniores
- 2 medaglie:
  - 1 oro (Gangneung 2011);
  - 1 bronzo (Minsk 2012).

## Onorificenze

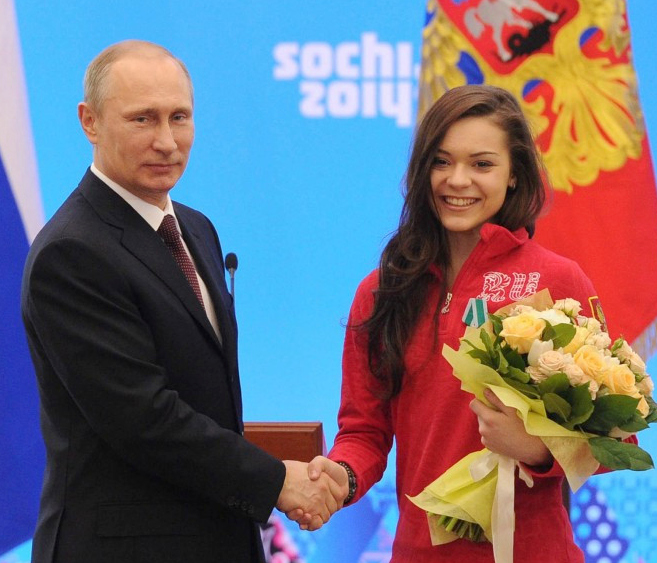
Sotnikova con il Presidente Vladimir Putin dopo la vittoria alle Olimpiadi

## Risultati

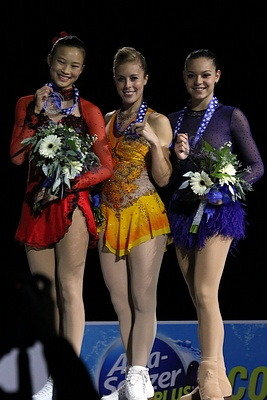
Adelina Sotnikova a Skate America 2012

| Risultati | Risultati      | Risultati      | Risultati      | Risultati      | Risultati      | Risultati      | Risultati      | Risultati      | Risultati      |
| Internazionali | Internazionali | Internazionali | Internazionali | Internazionali | Internazionali | Internazionali | Internazionali | Internazionali | Internazionali |
| Evento | 2007–08        | 2008–09        | 2009–10        | 2010–11        | 2011–12        | 2012–13        | 2013–14        | 2014-15        | 2015-16        |
| --- | -------------- | -------------- | -------------- | -------------- | -------------- | -------------- | -------------- | -------------- | -------------- |
| Giochi olimpici invernali                                                                                                |                |                |                |                |                |                | 1°             |                |                |
| Campionati mondiali |                |                |                |                |                | 9°             |                |                |                |
| Campionati europei |                |                |                |                |                | 2°             | 2°             |                |                |
| GP Finale |                |                |                |                |                |                | 5°             |                |                |
| GP Trophée Eric Bompard                                                                                                  |                |                |                |                |                |                | 2°             |                |                |
| GP Cup of China |                |                |                |                | 3°             |                | 2°             |                |                |
| GP Cup of Russia |                |                |                |                | 3°             | 5°             |                | R              | 3°             |
| GP NHK Trophy |                |                |                |                |                |                |                | R              |                |
| GP Skate America |                |                |                |                |                | 3°             |                |                |                |
| CS Golden Spin |                |                |                |                | 1°             |                |                |                | 6°             |
| CS Mordovian Ornament |                |                |                |                |                |                |                |                | 2°             |
| Nebelhorn Trophy |                |                |                |                |                | 2°             |                |                |                |
| Internazionali: Junior                                                                                                   |                |                |                |                |                |                |                |                |                |
| Mondiali juniores |                |                |                | 1°             | 3°             |                |                |                |                |
| Giochi olimpici giovanili                                                                                                |                |                |                |                | 2°             |                |                |                |                |
| JGP Finale |                |                |                | 1°             |                |                |                |                |                |
| JGP Austria |                |                |                | 1°             |                |                |                |                |                |
| JGP Regno Unito |                |                |                | 1°             |                |                |                |                |                |
| NRW Trophy | 6°             |                |                |                |                |                |                |                |                |
| Nazionali |                |                |                |                |                |                |                |                |                |
| Evento | 2007–08        | 2008–09        | 2009–10        | 2010–11        | 2011–12        | 2012–13        | 2013–14        | 2014-15        | 2015-16        |
| Campionati russi |                | 1°             | 4°             | 1°             | 1°             | 3°             | 1°             |                | 6°             |
| Campionati Russi Junior                                                                                                  | 10°            | 1°             | 6°             |                |                |                |                |                |                |
| Eventi a squadre |                |                |                |                |                |                |                |                |                |
| World Team Trophy |                |                |                |                | 5° S/4° P      | 4° S/4° P      |                |                |                |
| Japan Open |                |                |                |                |                |                | 3° S/4° P      |                | 3° S/4° P      |
| J. = Junior; GP = Grand Prix; JGP = Junior Grand Prix R= Ritirata; S = Risultato della squadra; P = Risultato personale. |                |                |                |                |                |                |                |                |                |

## Risultati in dettaglio

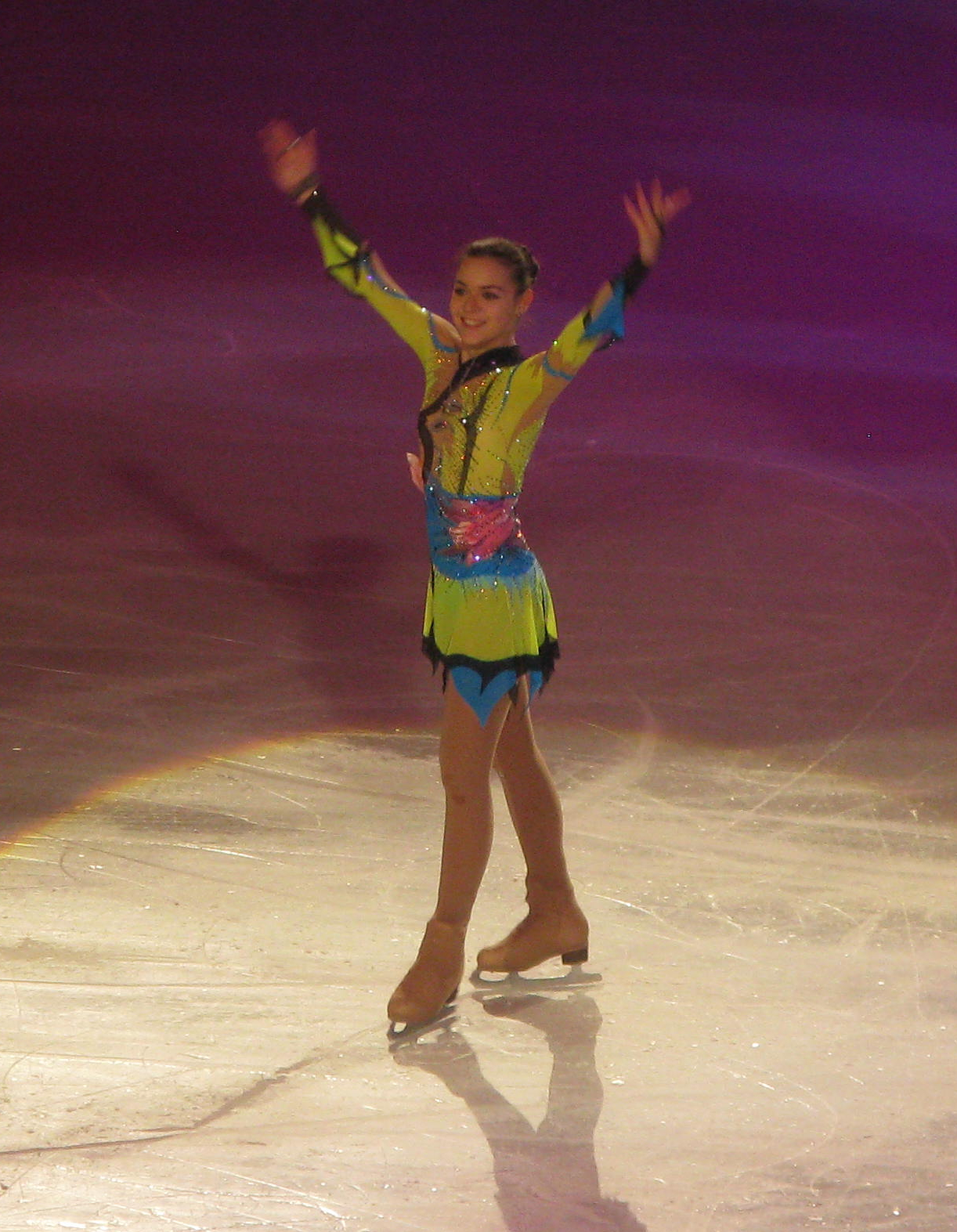
Adelina Sotnikova al galà 2013 Trophee Eric Bompard

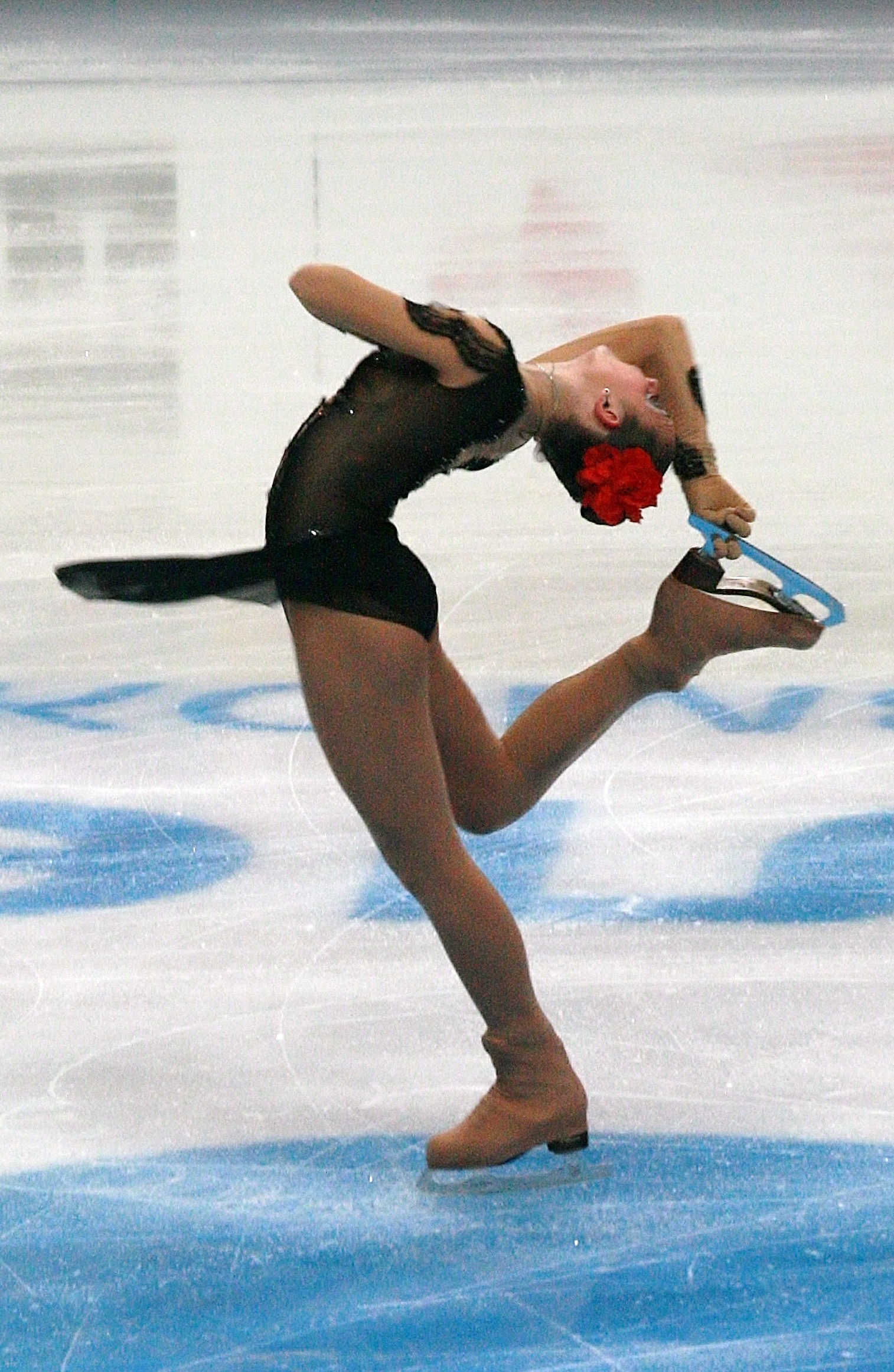
Adelina Sotnikova a 2012 Rostelecom Cup

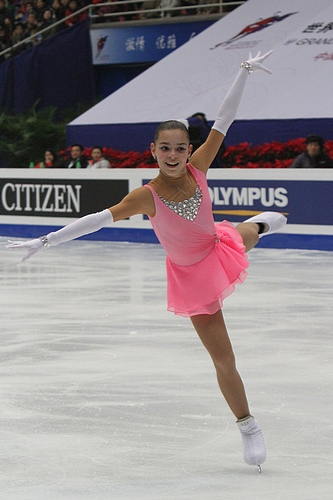
Adelina Sotnikova a 2010–2011 JGP Final

| Stagione 2013-2014    | Stagione 2013-2014                               | Stagione 2013-2014 | Stagione 2013-2014 | Stagione 2013-2014 | Stagione 2013-2014 | Stagione 2013-2014 |
| Data                  | Evento                                           | Livello            | PC                 | PL                 | Totale             |                    |
| --------------------- | ------------------------------------------------ | ------------------ | ------------------ | ------------------ | ------------------ | ------------------ |
| 6–22 febbraio 2014    | Giochi olimpici invernali 2014 - Individuale     | Senior             | 2 74.64            | 1 149.95           | 1 224.59           |                    |
| 15–19 gennaio 2014    | Campionati europei di pattinaggio di figura 2014 | Senior             | 1 70.73            | 2 131.63           | 2 202.36           |                    |
| 24–26 dicembre 2013   | Campionati Russi                                 | Senior             | 1 72.53            | 2 140.24           | 1 212.77           |                    |
| 5–8 dicembre 2013     | Finale Grand Prix                                | Senior             | 2 68.38            | 6 104.92           | 5 173.30           |                    |
| 15–17 novembre 2013   | 2013 Trophee Eric Bompard                        | Senior             | 3 60.01            | 1 129.80           | 2 189.81           |                    |
| 1–2 novembre 2013     | 2013 Cup of China                                | Senior             | 1 66.03            | 3 108.67           | 2 174.70           |                    |
| 5–7 ottobre 2013      | 2013 Japan Open                                  | Senior             | - -                | 5 105.95           | - -                |                    |
| Stagione 2012-2013    |                                                  |                    |                    |                    |                    |                    |
| Data                  | Evento                                           | Livello            | PC                 | PL                 | Totale             |                    |
| 11–14 aprile 2013     | 2013 World Team Trophy                           | Senior             | 1 67.13            | 6 115.97           | 4 183.10           |                    |
| 13–17 marzo 2013      | Campionati Mondiali 2013                         | Senior             | 8 59.62            | 9 116.36           | 9 175.98           |                    |
| 23–27 gennaio 2013    | Campionati europei di pattinaggio di figura 2013 | Senior             | 1 67.61            | 3 126.38           | 2 193.99           |                    |
| 25–28 dicembre 2012   | Campionati Russi                                 | Senior             | 2 66.99            | 3 123.76           | 3 190.75           |                    |
| 9–11 novembre 2012    | 2012 Rostelecom Cup                              | Senior             | 5 57.11            | 7 100.87           | 5 157.98           |                    |
| 19–21 ottobre 2012    | 2012 Skate America                               | Senior             | 2 58.93            | 3 110.03           | 3 168.96           |                    |
| 27–29 settembre 2012  | 2012 Nebelhorn Trophy                            | Senior             | 1 58.48            | 2 109.75           | 2 168.23           |                    |
| Stagione 2011-2012    |                                                  |                    |                    |                    |                    |                    |
| Data                  | Evento                                           | Livello            | PC                 | PL                 | Totale             |                    |
| 18–22 aprile 2012     | 2012 World Team Trophy                           | Senior             | 6 56.12            | 4 113.57           | 4 169.69           |                    |
| 2–3 marzo 2012        | 2012 Campionati Mondiali Junior                  | Junior             | 3 56.57            | 3 111.88           | 3 168.45           |                    |
| 13–22 gennaio 2012    | 2012 Giochi Olimpici Giovanili                   | Junior             | 2 59.44            | 3 99.64            | 2 159.08           |                    |
| 25–29 dicembre 2011   | Campionati Russi                                 | Senior             | 1 68.65            | 2 125.06           | 1 193.71           |                    |
| 8–12 dicembre 2011    | 2011 Golden Spin                                 | Senior             | 2 51.83            | 1 110.64           | 1 162.47           |                    |
| 25–27 novembre 2011   | 2011 Cup of Russia                               | Senior             | 3 57.79            | 3 111.96           | 3 169.75           |                    |
| 3–6 novembre 2011     | 2011 Cup of China                                | Senior             | 3 53.74            | 3 106.21           | 3 159.95           |                    |
| Stagione 2010-2011    |                                                  |                    |                    |                    |                    |                    |
| Data                  | Evento                                           | Livello            | PC                 | PL                 | Totale             |                    |
| 1–5 marzo 2011        | 2011 Campionati Mondiali Junior                  | Junior             | 1 59.51            | 1 115.45           | 1 174.96           |                    |
| 26–29 dicembre        | Campionati Russi                                 | Senior             | 2 63.79            | 1 133.65           | 1 197.44           |                    |
| 9–12 dicembre 2010    | 2010–11 JGP Final                                | Junior             | 1 57.27            | 1 112.54           | 1 169.81           |                    |
| 30 Set. – 1 Ott. 2010 | 2010 JGP Regno Unito                             | Junior             | 1 59.39            | 1 107.31           | 1 166.70           |                    |
| 15–19 settembre 2010  | 2010 JGP Austria                                 | Junior             | 1 61.32            | 1 117.65           | 1 178.97           |                    |
| Stagione 2009-2010    |                                                  |                    |                    |                    |                    |                    |
| Data                  | Evento                                           | Livello            | PC                 | PL                 | Totale             |                    |
| 3–6 febbraio 2010     | Campionati Russi Junior                          | Junior             | 4 57.28            | 6 93.50            | 6 150.78           |                    |
| 23–27 dicembre 2009   | Campionati Russi                                 | Senior             | 3 –                | 4 –                | 4 172.69           |                    |
| Stagione 2008-2009    |                                                  |                    |                    |                    |                    |                    |
| Data                  | Evento                                           | Livello            | PC                 | PL                 | Totale             |                    |
| 28–31 gennaio 2009    | Campionati Russi Junior                          | Junior             | 1 –                | 1 –                | 1 170.28           |                    |
| 24–28 dicembre 2008   | Campionati Russi                                 | Senior             | 1 –                | 2 –                | 1 160.55           |                    |
| Stagione 2007-2008    |                                                  |                    |                    |                    |                    |                    |
| Data                  | Evento                                           | Livello            | PC                 | PL                 | Totale             |                    |
| 30 Jen. – 2 Feb. 2008 | Campionati Russi Junior                          | Junior             | 7 –                | 13 –               | 10 116.62          |                    |
| 30 Nov. – 2 Dic. 2007 | 2007 NRW Trophy                                  | Junior             | 3 37.17            | 6 59.26            | 6 96.43            |                    |